# Kärlekens irrfärder
Kärlekens irrfärder är en svensk dramafilm från 1916 i regi av Edmond Hansen. 

## Om filmen
Filmen premiärvisades 23 mars 1916 på biograf Fyris i Uppsala. Den spelades in vid Svenska Biografteaterns ateljé på Lidingö av Carl Gustaf Florin. 

## Roller i urval
- Nicolay Johannsen - Weiden, kapten
- Greta Pfeil - Lucille Weiden, hans hustru
- Maj Brisman - Dorette, hennes sällskapsdam
- William Larsson - Born, godsägare
- Simon Hälsig Hans betjänt